# لاري فوست
لاري فوست (بالإنجليزية: Larry Foust)‏ مواليد 24 يونيو 1928 في باينسفيل - الوفاة 27 أكتوبر 1984، كان لاعب كرة سلة أمريكي. بدأ مسيرته الاحترافية في سنة 1950. تم اختياره من قبل فريق شيكاغو ستايغس خلال الدرافت. بلغ طوله 6 قدم 9 بوصة (2.1 م). اعتزل اللعب في 1962. شارك 8 مرات في مباراة كل النجوم.

## المسيرة الاحترافية
لعب مع ديترويت بيستونز من سنة 1950 إلى 1957، ثم لعب مع لوس أنجلوس ليكرز من سنة 1957 إلى 1960، ثم لعب مع أتلانتا هوكس في سنة 1962.

## روابط خارجية
- لاري فوست على موقع إن بي أي (الإنجليزية)
- لاري فوست على موقع سبورتس رفرنس (الإنجليزية)
- لاري فوست على موقع كلية كرة السلة في سبورتس رفرنس.كوم (الإنجليزية)
- لاري فوست على موقع ريلجم (الإنجليزية)
- لاري فوست على موقع بروبوليرز (الإنجليزية)